# Reinhard Uhde
Reinhard Uhde (* 30. Juli 1929 in Bremen; † 11. November 2014 in Bremen) war ein Journalist und deutscher Politiker. Er war Mitglied der Bremischen Bürgerschaft (SPD).   

## Biografie

### Familie, Ausbildung und Beruf
Uhde hat nach 1945 den Beruf eines Schriftsetzers gelernt und dann eine journalistische Ausbildung absolviert. Er war als Journalist und Chefredakteur bei der Bremer Bürger-Zeitung tätig und als Pressesprecher bei der Bremer Bürgerschaft. Er publizierte eine Vielzahl von Beiträgen. Er war verheiratet und hatte zwei Kinder.

### Politik
Uhde war seit 1952 Mitglied in der SPD in einem Ortsverein in Bremen-Vahr und in verschiedenen Funktionen aktiv u. a. von 1958 bis 1964 als Vorsitzender der Jusos in Bremen. Er war für die SPD von 1965 bis 1971 in der 6. und 7. Wahlperiode sechs Jahre lang Mitglied der Bremischen Bürgerschaft und in der Bürgerschaft in verschiedenen Deputationen (u. a. Inneres sowie Ernährung und
Landwirtschaft) tätig. Danach war er von 1976 bis 1992 der Pressesprecher der  Bremischen Bürgerschaft. Er war weiterhin lange Zeit Mitglied und Sprecher des Beirats im Bremer Stadtteil Vahr und Sprecher des Bremer Gesamtbeirats.
Er war Mitglied im Verein Bremer Briefmarken-Sammler (VBBS).

## Schriften
- Kaisen-Anekdoten. Hauschild, Bremen 1978, ISBN 3-920699-20-3.
- Abgeordnete und Minister. Neuer Vorwärts-Verlag, Bonn 1964.